# Willisornis poecilinotus
El hormiguero dorsiescamado (en Ecuador) (Willisornis poecilinotus), también denominado hormiguero escamado (en Colombia), hormiguero de dorso escamado (en Perú) u hormiguero lomo escamado (en Venezuela), es una especie de ave paseriforme de la familia Thamnophilidae, una de las dos  pertenecientes al género Willisornis, anteriormente colocado en el género Hylophylax. Es nativo de la cuenca amazónica y del escudo guayanés en Sudamérica.

## Distribución y hábitat
Se distribuye desde el sur y este de Colombia, hacia el este por el sur y este de Venezuela, Guyana, Surinam, Guayana francesa, hasta el noreste de la Amazonia brasileña; y hacia el sur por el este de Ecuador, este de Perú, oeste y suroeste de la Amazonia brasileña, hasta el norte y centro de Bolivia. Ver más detalles en Subespecies.
Esta especie es bastante común en su hábitat natural, el sotobosque de selvas húmedas hasta los 1200 m de altitud. Al igual que otras especies de hormigueros, a menudo sigue enjambres de hormigas guerreras.

## Sistemática

### Descripción original
La especie W. poecilinotus fue descrita por primera vez por el ornitólogo alemán Jean Cabanis en 1847 bajo el nombre científico Hypocnemis poecilinota; localidad tipo «Guyana.»

### Etimología
El nombre genérico masculino «Willisornis» conmemora al ornitólogo estadounidense residente en Brasil Edwin O’Neill Willis (1935-2015) y del griego «ornis, ornithos»: ave; y el nombre de la especie «poecilinotus», proviene del griego «poikilos»: punteado, manchado, y «nōtos»: de espalda, significando de «espalda manchada».

### Taxonomía
La presente especie (incluyendo Willisornis vidua como subespecie) ya estuvo incluida en el género Hylophylax, pero los estudios de Brumfield et al (2007) demostraron que su inclusión dejaría al género polifilético, y propusieron separarla en un género resucitado Dichropogon, lo que fue aprobado en la Propuesta N° 286 al Comité de Clasificación de Sudamérica (SACC). Sin embargo, Agne & Pacheco (2007), hicieron notar que Dichropogon estaba pre-ocupado por un género de moscas asílidas  (Dichropogon Bezzi, 1910), y propusieron un nuevo género Willisornis, lo que fue aprobado en la Propuesta N° 340 al SACC.
Los estudios de Isler & Whitney (2011) presentaron evidencias, principalmente de vocalización, de que la entonces subespecie W. poecilinotus vidua merecía ser separada como especie plena (incluyendo al taxón nigrigula), lo que fue aprobado en la Propuesta N° 495 al SACC.
El epíteto de esta especie a veces es erróneamente escrito como poecilonotus.

### Subespecies
Según la clasificación del Congreso Ornitológico Internacional (IOC) (Versión 7.3, 2017) y Clements Checklist v.2017, se reconocen 5 subespecies, con su correspondiente distribución geográfica:
- Willisornis poecilinotus poecilinotus (Cabanis, 1847) – centro y sureste de Venezuela (Bolívar, norte de Amazonas), las Guayanas y noreste de la Amazonia brasileña (Roraima y hacia el este desde el bajo río Negro hasta Amapá).
- Willisornis poecilinotus duidae (Chapman, 1923) – centro este de Colombia (Meta, Guainía, Vaupés), suroeste de Venezuela (sur de Amazonas) y noroeste de Brasil (alto y margen oeste del bajo río Negro).
- Willisornis poecilinotus lepidonota (P.L. Sclater & Salvin, 1880) – sureste de Colombia (este de Cauca, Caquetá, Putumayo, Amazonas), este de Ecuador y norte y centro este de Perú (al sur y oeste del río Ucayali, hasta Cuzco).
- Willisornis poecilinotus gutturalis (Todd, 1927) – noreste de Perú (Loreto all sur del río Amazonas y al este del bajo Ucayali) y adyacente oeste de Brasil (hacia el este hasta el bajo río Juruá).
- Willisornis poecilinotus griseiventris (Pelzeln, 1868) – centro este y sureste de Perú (Ucayali al este del medio río Ucayali, Madre de Dios, este de Puno), suroeste de la Amazonia brasileña (hacia el este desde el río Juruá hasta ambas márgenes del río Madeira y cuenca del río Aripuanã, Rondônia, y oeste de Mato Grosso a oeste del río Teles Pires) y norte de Bolivia (Pando, La Paz, norte de Beni, noreste de Santa Cruz).